# Heptacarpus pictus
Heptacarpus pictus är en kräftdjursart som först beskrevs av William Stimpson 1871.  Heptacarpus pictus ingår i släktet Heptacarpus och familjen Hippolytidae. Inga underarter finns listade i Catalogue of Life.